# Piste sciistiche di Cortina d'Ampezzo
Questa voce contiene una lista delle piste sciistiche di Cortina d'Ampezzo, facenti parte del comprensorio del Dolomiti Superski col nome di Skitour Olimpia.

## Piste da discesa
La fama ormai centenaria di Cortina d'Ampezzo si deve soprattutto al fascino unico e ammaliante delle sue montagne innevate e delle magnifiche piste da sci, tra le più impegnative delle Dolomiti. A partire dalla fine delle Olimpiadi del '56 l'Ampezzo è stato letteralmente preso d'assalto da centinaia, migliaia di turisti provenienti da ogni parte d'Italia, d'Europa e del mondo. Le grandi infrastrutture e gli edifici sportivi fatti costruire per le gare olimpiche, sono stati riutilizzati con grandissimo profitto per i turisti invernali. Gli impianti di risalita sono 34 (dati risalenti al 1999), di cui 4 funivie, 22 seggiovie e 8 sciovie; molto maggiore, invece, il numero delle piste, concentrate soprattutto in Tofana, e nei comprensori Cortina Cube (Mietres - Cristallo - Faloria) e Cinque Torri - Col Gallina - Lagazuoi. 
Tutto l'Ampezzo è a sua volta una delle componenti più importanti e conosciute del grande comprensorio Dolomiti Superski, il maggior carosello sciistico del mondo.
Le piste da discesa sono attualmente un'ottantina circa, di cui 2 verdi (per principianti), 39 blu (difficoltà bassa o medio-bassa), 30 rosse (difficoltà media o medio-alta), 7 nere (difficoltà alta o molto alta).
Sulla cima delle montagne e al termine degli impianti di risalita si trovano generalmente i cosiddetti rifugi, luoghi di ristoro più o meno grandi all'interno dei quali gli sciatori possono scaldarsi gustando i piatti della gastronomia ampezzana.

### Elenco delle piste da discesa

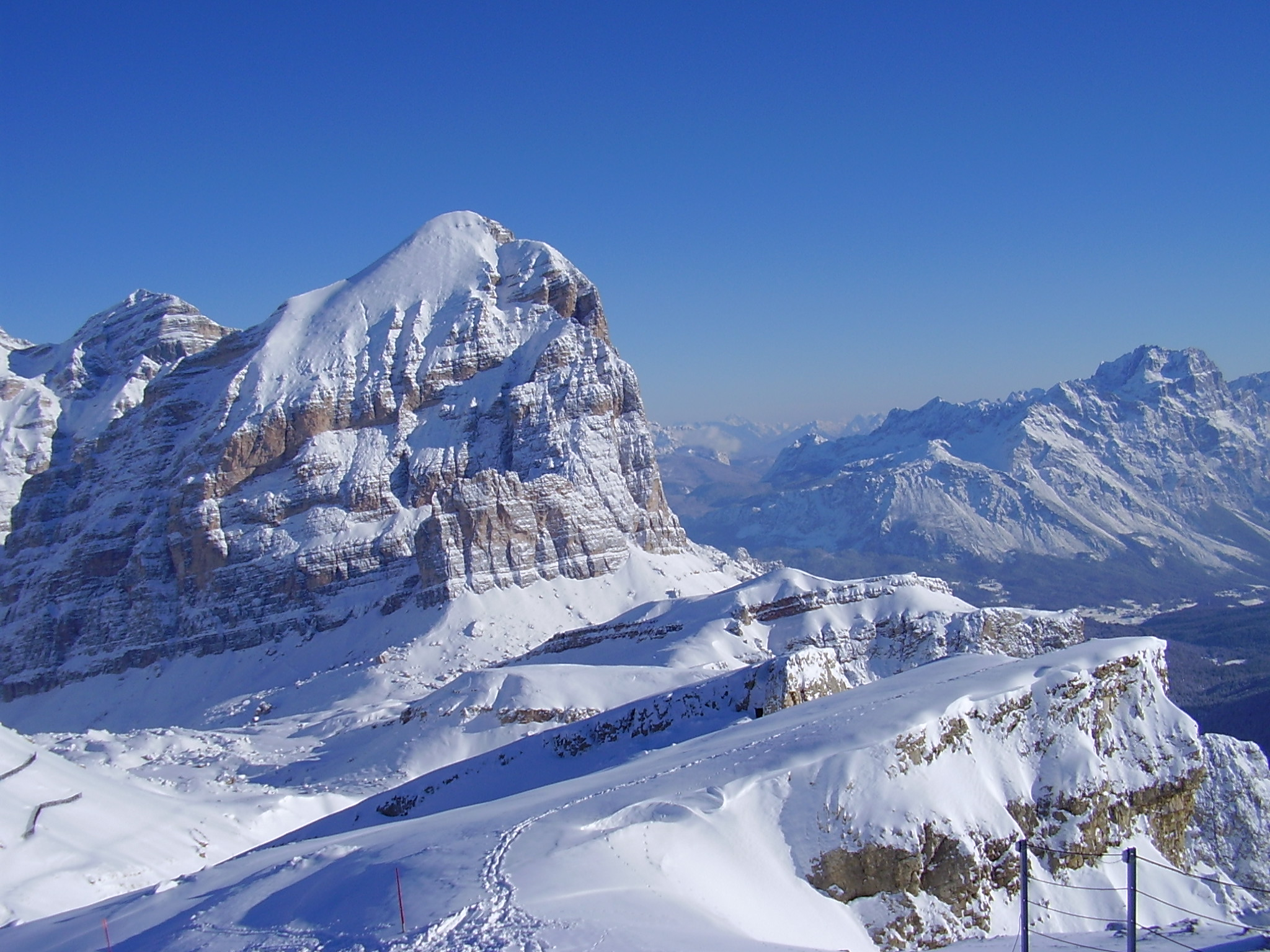
La Tofana di Rozes dalla vetta del Lagazuoi.

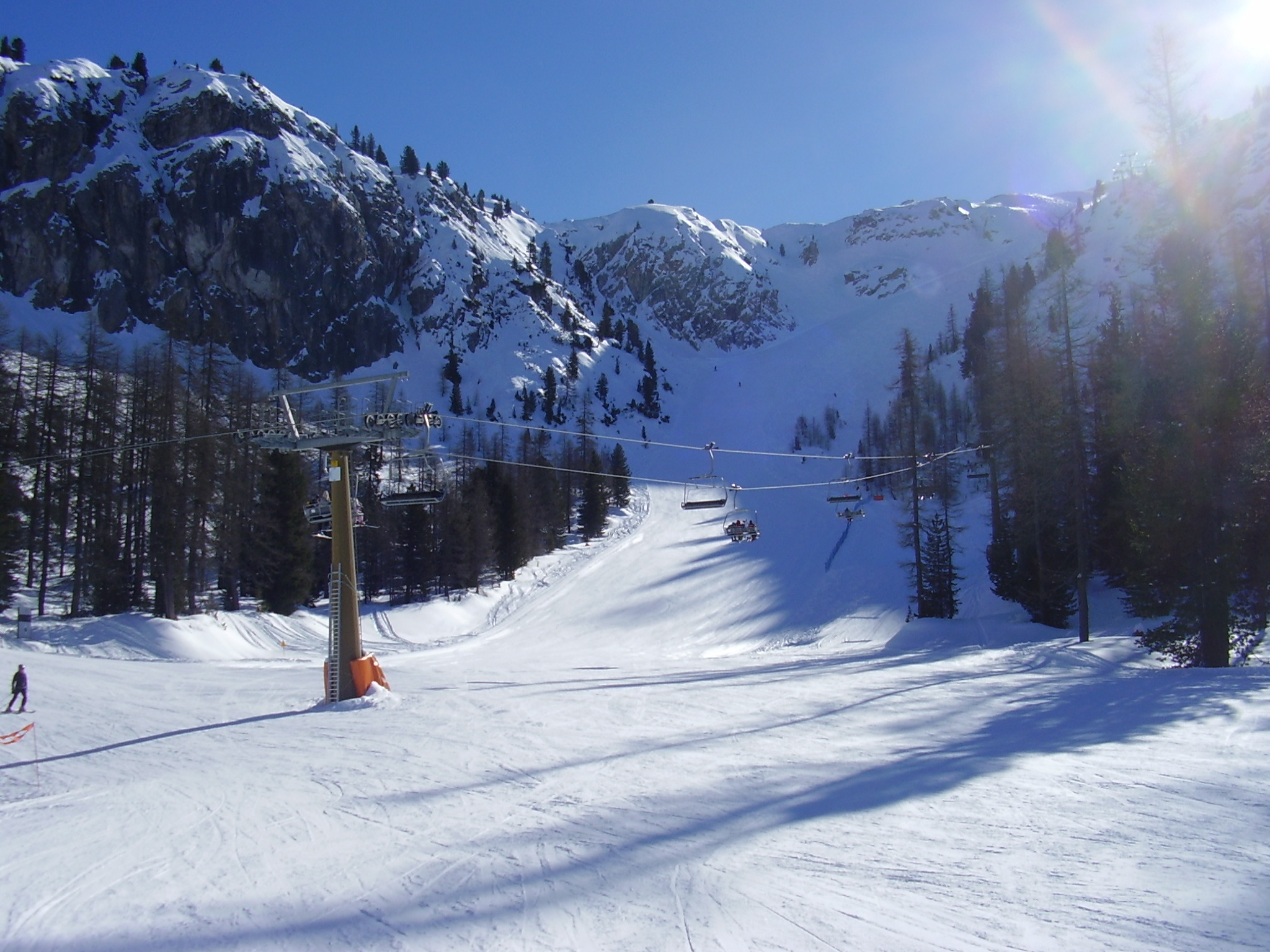
La pista nera "Franchetti" in Faloria.

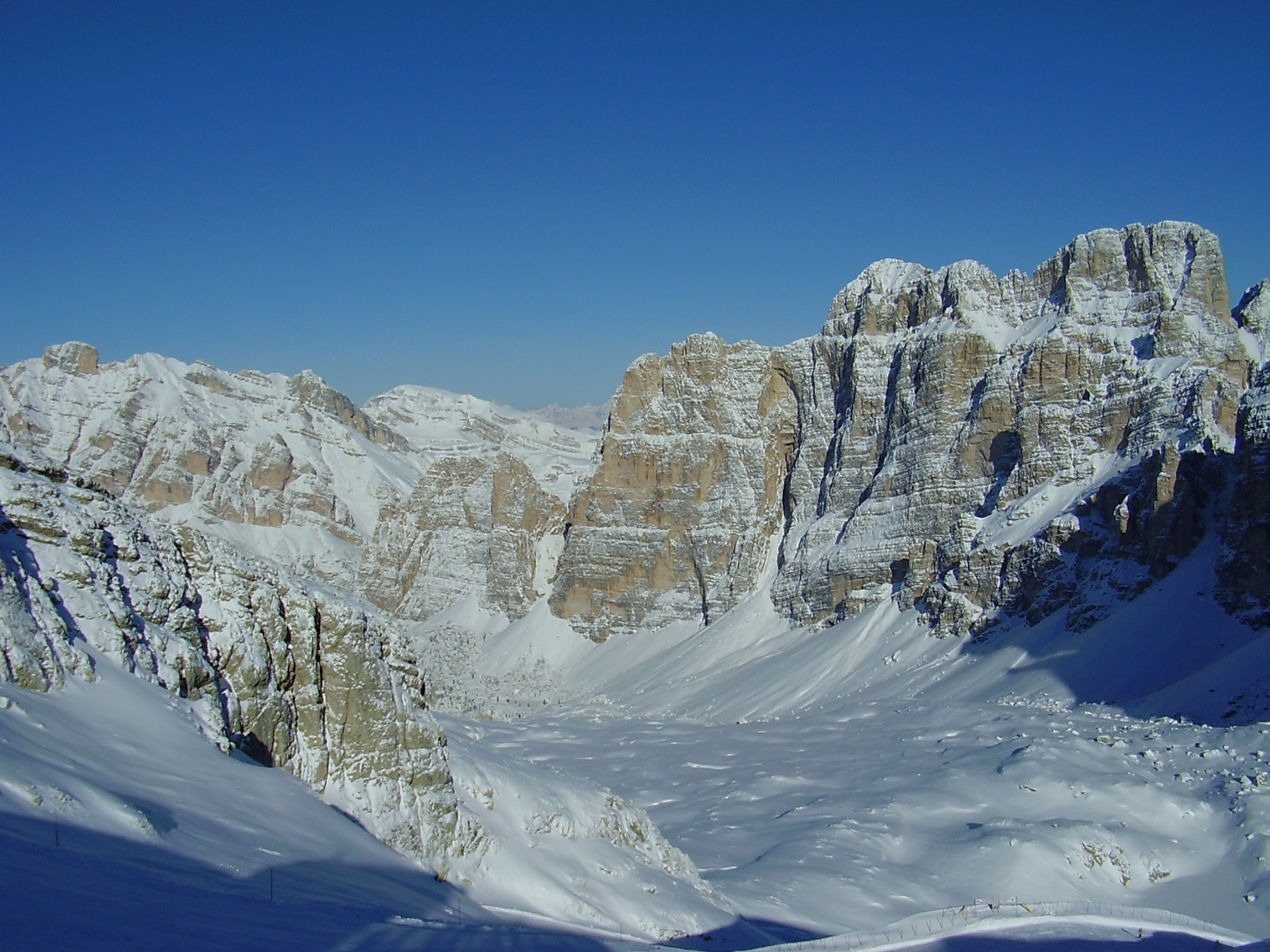
Cima Scotoni e Cima Fanis dal Lagazuoi.

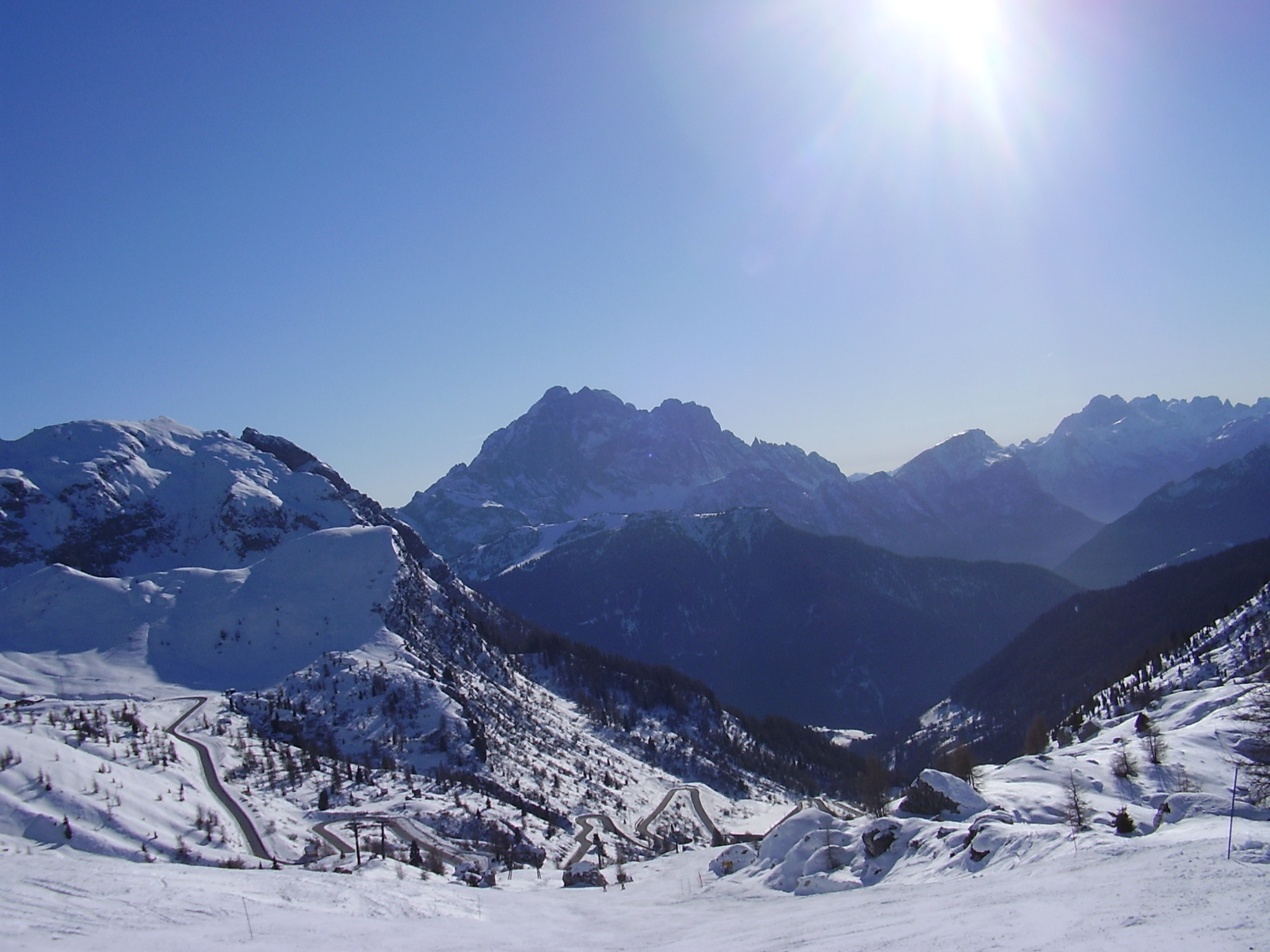
La pista della forcella Averau, verso la zona di Passo Giau

Piste dalla funivia Cortina-Ra Valles Freccia nel Cielo:
- Pian Ra Valles;
- Bus Tofana;
- Forcella Rossa.

Piste dal complesso di seggiovie Rumerlo-Tofana-Pomedes:
- Olimpia (sulla quale si gareggiò la discesa libera maschile alle Olimpiadi del 1956, e si disputa ogni anno la Coppa del Mondo Femminile);
- Pomedes;
- Caprioli;
- Labirinti;
- Vertigine Bianca.
- Tofanina;
- Canalone (sulla quale si gareggiò la discesa libera femminile alle Olimpiadi del 1956);
- Cacciatori.

Piste dalla funivia Cortina-Col Drusciè "Freccia nel Cielo" e dalla seggiovia Colfiere-Col Drusciè:
- Col Drusciè A (sulla quale si gareggiarono gli slalom speciale alle Olimpiadi del 1956);
- Col Drusciè B;
- Colfiere.

Pista dalla seggiovia Ru Merlo:
- Piemerlo.

Piste dal complesso funivia Cortina-Faloria, seggiovia Vitelli e dalla sciovia Tondi:
- Tondi di Faloria;
- Stra-Tondi;
- Slittone;
- Canalone Franchetti;
- Pista Vitelli (ospitò lo slalom gigante maschile alle Olimpiadi del 1956);
- Faloria normale.

Piste dalla sciovia Pian de ra Bigontina:
- Faloria normale 1º tratto;
- Vitelli 2º tratto;
- Scoiattolo;
- Monti Zardini

Piste della seggiovia Cristallo:
- Cristallo.

Piste dalla seggiovia Son Forca-Forcella Staunies (chiusa dal 2016)
- Canalone Staunies (il Canalone era sempre aperto nella sua parte bassa, cioè fino alla fermata intermedia della seggiovia. La parte alta, a causa della sua pericolosità, restava chiusa se le condizioni della neve non erano ottimali: vari sciatori, nel corso degli anni, vi hanno perso la vita).

Piste dalla seggiovia Son Forca-Padeon:
- Padeon;
- Son Forca.

Piste dalla seggiovia Guargnè-Col Tondo-Mietres (chiusa dal 2016):
- Mietres (Piste Uno, Due, Tre, Quattro, Cinque);
- Col Tondo;
- Guargnè (adibita a percorso per i bob).

Piste dalla funivia Falzarego-Lagazuoi:
- Lagazuoi-Falzarego;
- Lagazuoi-Armentarola.

Piste del complesso delle Cinque Torri-Averau:

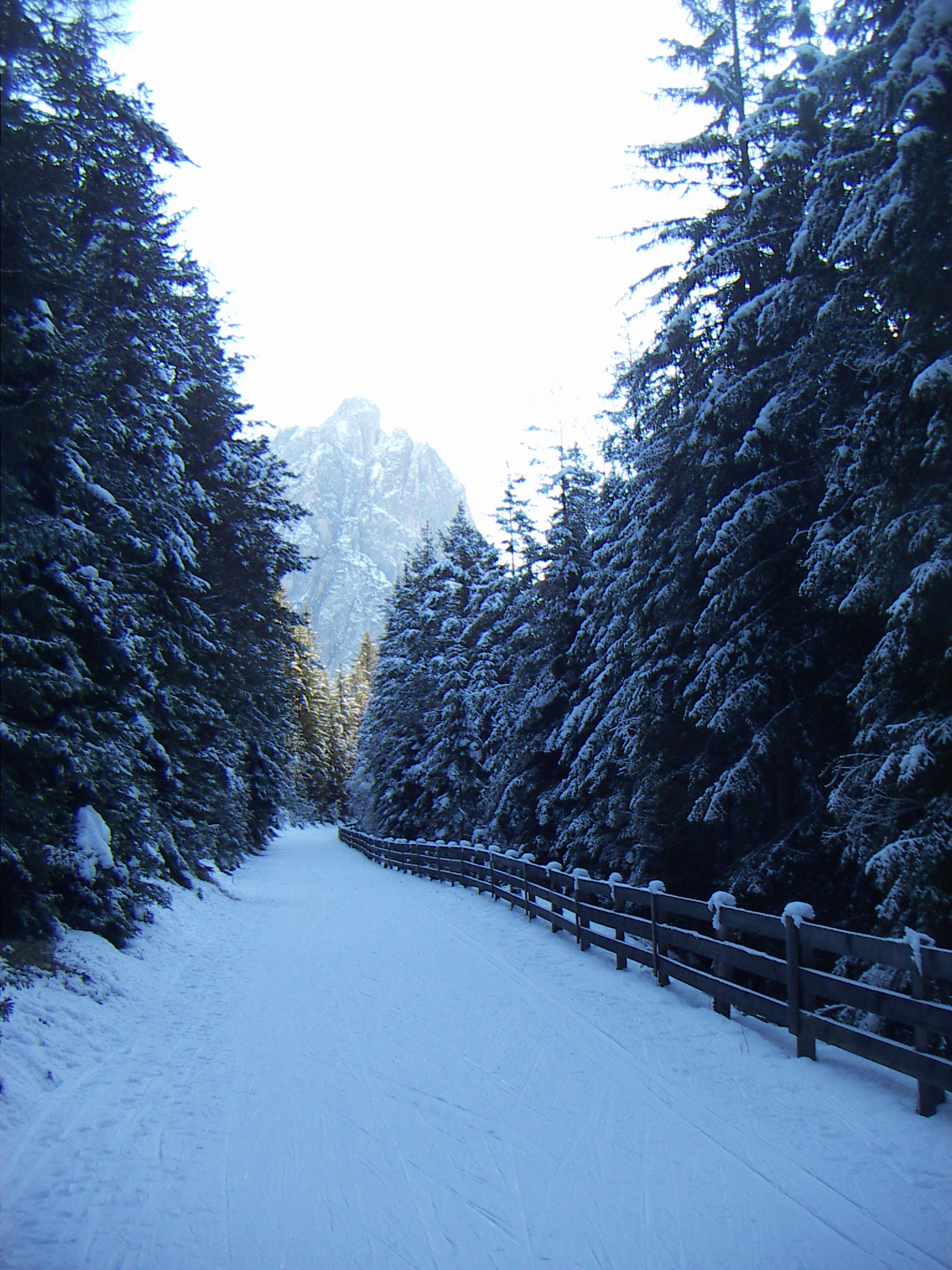
La Ciclabile delle Dolomiti, d'inverno adibita a pista da sci di fondo.

- Potor;
- Cinque Torri;
- Scoiattoli;
- Forcella Nuvolau;
- Averau Troi;
- Lino Lacedelli.

Piste del complesso Col Gallina:
- Col Gallina alto;
- Col Gallina;
- Skiweg Cinque Torri.

Pista dalla sciovia di Pocol:
- Pocol.

Piste dalla seggiovia Olympia:
- Olympia Nord;
- Prati di Pocol.

## Piste da fondo
Per un totale di 58 km, con tracciati di ogni grado di difficoltà, lo sci di fondo (tecnica classica e tecnica libera) è praticabile principalmente in località Fiames (centro sportivo Antonella De Rigo, che in inverno ospita il Fiames Sport Nordic Center) e in particolare sulla lunga pista in mezzo al bosco che, passando per Cimabanche, giunge fino a Dobbiaco percorrendo la vecchia ferrovia (la cosiddetta Ciclabile delle Dolomiti, o Proménade). Una pista per l'agonismo si trova a Passo Tre Croci. Piste per la sola pratica della tecnica classica si trovano, sempre a Fiames, nella zona dell'ex aeroporto (anelli di Pian de Ra Spines e Pian de Loa). 

### Elenco delle piste da fondo
Questo l'elenco delle piste disponibili:
- Anello Campo Scuola (1,3 km; classica);
- Pista 3G (1,6 km; pattinaggio);
- Pista 3G (2,8 km; pattinaggio);
- Pista 3G (4,4 km; pattinaggio);
- Pista 3G (7,5 km; pattinaggio);
- Pista "Aeroporto" (3,4 km; pattinaggio);
- Pista "Ferrovia" (22,8 km; classica);
- Pista "Pian de ra Spines" (6,6 km; classica);
- Pista "Pian de Loa" (10,4 km; classica);
- Pista "Passo Tre Croci" (10,0 km; classica);